# Houx (Frankrijk)
Houx is een gemeente in het Franse departement Eure-et-Loir (regio Centre-Val de Loire) en telt 653 inwoners (1999). De plaats maakt deel uit van het arrondissement Chartres.

## Geografie
De oppervlakte van Houx bedraagt 6,2 km², de bevolkingsdichtheid is 105,3 inwoners per km².
De onderstaande kaart toont de ligging van Houx (Frankrijk) met de belangrijkste infrastructuur en aangrenzende gemeenten.

## Demografie
Onderstaande figuur toont het verloop van het inwonertal (bron: INSEE-tellingen).